# Кам'янка (притока Інгульця)
Кам'янка — річка у Олександрійському районі Кіровоградської області, ліва притока Інгульця (басейн Дніпра).

## Опис
Довжина річки 34  км., похил річки — 1,4 м/км. Формується з декількох безіменних струмків та багатьох водойм. Площа басейну 527 км².

## Розташування
Кам'янка бере  початок з водойми в селі Червона Кам'янка. Тече переважно на північний захід через населені пункти Ялинівку, Куколівку, Андріївку та Степанівку. Між Звенигородкою та Піщаним  Бродом впадає у річку Інгулець, праву притоку Дніпра. 
Притоки: Суха Кам'янка (права).